# Gone Girl
Gone Girl (prt: Em Parte Incerta; bra: Garota Exemplar)  é um filme estadunidense de suspense psicológico de 2014 dirigido por David Fincher e escrito por Gillian Flynn, baseado em seu romance de 2012 com o mesmo título. Situado no Missouri, a história é um mistério pós-moderno que segue os eventos em torno de Nick Dunne (Ben Affleck), que se torna o principal suspeito no desaparecimento repentino de sua esposa Amy (Rosamund Pike). O filme também é estrelado por Neil Patrick Harris e Tyler Perry.
O filme teve sua estreia mundial na noite de abertura do 52.ª Festival de Cinema de Nova Iorque em 26 de setembro de 2014, antes de um lançamento nos Estados Unidos em 3 de outubro. O filme foi um sucesso comercial e de crítica, arrecadando US$ 369 milhões com um orçamento de US$ 61 milhões, tornando-se o filme de maior bilheteria de Fincher.
O desempenho de Pike foi amplamente aclamado pela crítica, e ela recebeu indicações para o Oscar, o BAFTA, o Globo de Ouro e o Screen Actors Guild Award de Melhor Atriz. As indicações adicionais incluíram um Globo de Ouro de Melhor Diretor para Fincher e um Globo de Ouro, BAFTA e indicações ao 20.º Critics' Choice Movie Awards para o roteiro adaptado de Flynn, que ganhou o Critics' Choice.

## Sinopse
Em seu quinto aniversário de casamento, o professor de redação Nick Dunne volta para casa e descobre que sua esposa Amy está desaparecida. Seu desaparecimento recebe cobertura da imprensa, já que Amy foi a inspiração para os populares livros infantis Amazing Amy de seus pais. A detetive Rhonda Boney encontra evidências mal disfarçadas de uma luta na casa. A suspeita cresce em torno de Nick, cuja apatia é interpretada pela mídia como característica de um sociopata e até semeia dúvidas em sua irmã gêmea Margo.
No passado, Amy revelou a Nick que Amazing Amy era uma versão aperfeiçoada feita das falhas da Amy real. Seu casamento se desintegrou com o tempo; ambos perderam seus empregos na recessão e se mudaram da cidade de Nova York para a cidade natal de Nick, North Carthage, Missouri, para cuidar de sua mãe moribunda em razão de um câncer. Nick tornou-se preguiçoso e distante e começou a trair Amy com Andie, uma de suas alunas, enquanto Amy ficava cada vez mais ressentida com Nick por tê-la mudado com ele para o Missouri.
A análise forense da casa revela manchas de sangue limpas, indicando um provável assassinato. Boney desenterra evidências de problemas financeiros, disputas domésticas e a recente disposição de Amy de comprar uma arma. Relatórios médicos indicam que Amy está grávida, o que Nick nega saber. Amy e Nick faziam jogos de caça ao tesouro em todos os aniversários de casamento; as pistas deste ano incluem itens perdulários comprados com o cartão de crédito de Nick, bem como um diário destacando o crescente isolamento de Amy e terminando com o medo de que Nick a mate.
Amy dirige até um acampamento em Ozarks. Ao descobrir o caso de Nick, ela elaborou um plano elaborado para incriminá-lo pelo assassinato dela e fazer com que seu motivo parecesse monetário. Ela fabricou um diário de longa data que era preciso nas primeiras entradas, mas depois evoluiu para relatos falsos de violência conjugal e seu medo crescente de Nick. Ela fez amizade com uma vizinha grávida, conta histórias falsas sobre o temperamento de Nick e rouba sua urina para resultados falsos de gravidez, tudo isso enquanto esconde a amizade de Nick. Ela planta evidências que corroboram a culpa de Nick nas pistas para a "caça ao tesouro" para a polícia encontrar. Ela também respingou seu próprio sangue na cozinha e a limpou a esmo. Ela previu que Nick seria executado por seu assassinato e planejou se matar.
Nick deduz o plano de Amy e convence Margo de sua inocência. Ele voa para Nova York e contrata Tanner Bolt, um advogado conhecido por representar homens acusados de matar suas esposas. Nick também conhece o ex-namorado de Amy, Tommy O'Hara, que Amy falsamente acusou de estupro, plantando evidências ao redor de sua casa. Nick aborda outro ex-namorado, o rico Desi Collings, contra quem Amy já havia entrado com uma ordem de restrição, mas Desi o recusa.
Quando os vizinhos do acampamento de Amy roubam seu dinheiro, ela liga para Desi pedindo ajuda, convencendo-o de que ela fugiu do abuso de Nick. Desi concorda em escondê-la em sua casa no lago. Depois que Andie revela o caso deles em uma entrevista coletiva, Nick aparece em um talk show professando sua inocência e se desculpando por seus fracassos como marido, na esperança de tirar Amy do esconderijo. Boney tem evidências suficientes para prender Nick por assassinato, mas Bolt o solta sob fiança. No entanto, seu desempenho reacende os sentimentos de Amy por ele. Ela usa as câmeras de vigilância de Desi para fazer parecer que ele a sequestrou e estuprou. Ela o seduz, o mata com uma lâmina e volta para casa para Nick coberto com o sangue de Desi, limpando as suspeitas de Nick.
Quando Boney investiga as lacunas de sua história, Amy a condena como incompetente. O FBI fica do lado de Amy, forçando Boney a recuar. Amy conta a verdade a Nick e admite o assassinato de Desi, dizendo que o homem que ela assistiu implorando por seu retorno na TV é o homem que ela deseja que ele se torne novamente. Nick compartilha isso com Boney, Bolt e Margo, mas não há evidências de sua culpa.
Nick pretende deixar Amy, mas ela revela que está grávida, tendo se inseminado com o esperma de Nick armazenado em uma clínica de fertilidade. Nick reage violentamente à insistência de Amy para que continuem casados, mas se sente responsável pela criança. Apesar das objeções de Margo, ele relutantemente decide ficar com Amy. O casal "feliz" anuncia em uma entrevista na televisão que está esperando um filho.

## Elenco
- Ben Affleck como Nick Dunne, um professor[12]
- Rosamund Pike como Amy Dunne, a esposa desaparecida de Nick
- Neil Patrick Harris como Desi Collings, o ex-namorado rico de Amy
- Tyler Perry como Tanner Bolt, advogado de Nick
- Carrie Coon como Margo "Go" Dunne, irmã gêmea de Nick[12]
- Kim Dickens como Detetive Rhonda Boney, a principal investigadora do desaparecimento de Amy
- Patrick Fugit como Oficial James Gilpin, parceiro de Boney
- Missi Pyle como Ellen Abbott, uma apresentadora de TV a cabo baseada em Nancy Grace[13]
- Emily Ratajkowski como Andie Fitzgerald, amante e estudante de Nick
- Casey Wilson como Noelle Hawthorne, vizinha de Nick e Amy
- Lola Kirke como Greta, uma jovem que Amy conhece no acampamento Ozarks
- Boyd Holbrook como Jeff, um namorador que Amy conhece no acampamento Ozarks
- Lisa Banes como Marybeth Elliott, mãe de Amy
- Sela Ward como Sharon Schieber, uma apresentadora de rede de TV
- Scoot McNairy como Tommy O'Hara, um ex-namorado de Amy
- Scott Takeda como produtor de TV
- David Clennon como Rand Elliott, pai de Amy
- Kathleen Rose Perkins como Shawna Kelly

## Produção

### Desenvolvimento

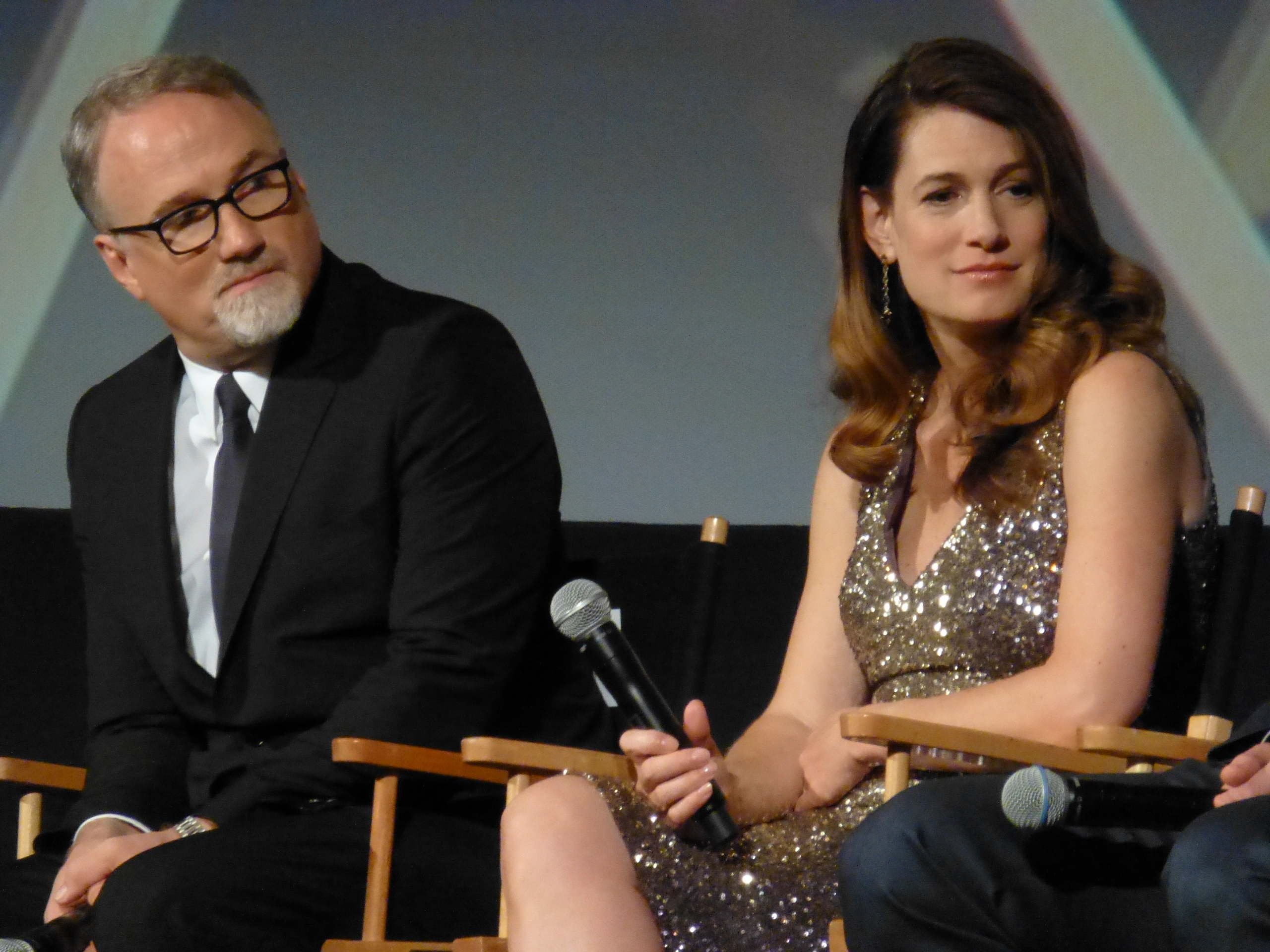
David Fincher e Gillian Flynn na estreia do filme no 52º Festival de Cinema de Nova York

Gone Girl é uma adaptação cinematográfica do romance de 2012 de Flynn com o mesmo nome. Um dos produtores executivos do filme, Leslie Dixon, leu o manuscrito do romance em 2011 e o trouxe à atenção de Reese Witherspoon (que originalmente deveria interpretar Amy) em dezembro daquele ano. Witherspoon e Dixon então colaboraram com Bruna Papandrea para desenvolver o manuscrito—com a agente cinematográfica de Flynn, Shari Smiley, eles se encontraram com estúdios de cinema no início de 2012.
Após o lançamento do romance em junho de 2012, o estúdio da 20th Century Fox optou pelo livro em um acordo com Flynn, no qual a autora negociou que seria responsável pela primeira versão do roteiro. Por volta de outubro de 2012, Flynn estava envolvida na produção do primeiro rascunho, enquanto ela também estava envolvida na turnê promocional de seu romance. Uma roteirista iniciante na época, Flynn admitiu mais tarde: "Eu certamente me senti perdida muitas vezes, meio que encontrando meu caminho".
Flynn enviou seu primeiro rascunho de roteiro para o estúdio da Fox em dezembro de 2012, antes de Fincher ser selecionado como o diretor do projeto. Fincher já havia manifestado interesse no projeto, e depois que ele terminou de ler o primeiro rascunho de Flynn, uma reunião foi marcada entre o diretor e a autora dentro de alguns dias. Normalmente, os autores são removidos das adaptações para filmes após o primeiro rascunho e um roteirista experiente assume; mas, nesta ocasião, Fincher concordou em trabalhar com Flynn em todo o projeto. Flynn explicou mais tarde: "... ele [Fincher] respondeu ao primeiro rascunho e nós temos sensibilidades semelhantes. Gostamos das mesmas coisas no livro e queríamos a mesma coisa do filme".
Como preparação adicional, Flynn estudou livros de roteiros e também se encontrou com Steve Kloves, que escreveu os roteiros para a série Harry Potter. Fincher também forneceu orientação e aconselhou a autora: "Não temos a capacidade de presentear o público com os pensamentos dos personagens, então me diga como eles estão se comportando". Durante a produção do roteiro final, Fincher e Flynn se envolveram em uma intensa relação de trabalho e para trás: Flynn enviou a Fincher "grandes faixas" de escrita, que ele então revisou, e Fincher então discutiu as faixas com Flynn pelo telefone. Eventualmente, algumas cenas foram reescritas "uma dúzia de vezes", enquanto outras cenas permaneceram inalteradas.
Após o lançamento do filme, Flynn falou de um processo de adaptação avassalador, no qual ela abordou um livro de 500 páginas com um enredo intrincado; ela explicou que sua experiência trabalhando para uma revista significava que ela "nunca se importou em cortar". Como consequência do processo de destilação, a maioria das histórias dos pais foi perdida, então a mãe do personagem Desi Collings não aparece no filme, e não foi possível incluir flashbacks da mãe morta de Nick Dunne.
Em termos de finalização do filme, Flynn revelou que ela experimentou com "muitas iterações". Um dos aspectos de que tinha certeza era a presença dos meios de comunicação, que descreveu como o "terceiro jogador", ao lado de Nick e Amy. Nas palavras de Flynn: "Assim que chegamos ao final, eu queria encerrar rapidamente. Não queria mais 8 milhões de loops ... Não tive problemas em jogar coisas fora e tentar descobrir a melhor maneira de chegar lá".
Flynn gostou da experiência de fazer o filme, e ela agradeceu o envolvimento de Fincher, já que ele "gostou muito do livro e não queria transformá-lo em algo diferente do que já era", e ele também a tranquilizou, mesmo quando ela adivinhou a si mesma. Fincher descreveu o trabalho de roteiro de Flynn como "muito inteligente", "astuto" e "extremamente articulado".

### Filmagens
Em 11 de setembro de 2013, a equipe de filmagem de Gone Girl começou a filmar as tomadas de estabelecimento. A fotografia principal começou em 15 de setembro em Cape Girardeau, Missouri, e estava programada para durar cerca de cinco semanas. Algumas cenas internas foram filmadas em Los Angeles, com uma porta que não pôde ser replicada sendo enviada para lá do Cabo Girardeau.
De acordo com a produtora Ceán Chaffin, Fincher levou, em média, até 50 tomadas para cada cena, enquanto Flynn disse que, embora Fincher seja um diretor visual, ele é meticuloso quanto à veracidade —Fincher mudou uma cena em que Amy coleta seu próprio sangue, pois achava que era inacreditável.
A produção foi interrompida por quatro dias quando Affleck, um fã do Boston Red Sox, se recusou a usar um boné do New York Yankees para uma cena. Eventualmente, Fincher e Affleck chegaram a um acordo e Affleck usou um boné do New York Mets para a cena.
Mais tarde, Fincher chamou Affleck de "extremamente brilhante" no que diz respeito à maneira como ele utilizou sua própria experiência com a mídia para o personagem Nick Dunne. Fincher explicou que Affleck "tem um grande senso de humor e grande sagacidade sobre o que esta situação é e como ela é frustrante". Fincher descreveu o comportamento da mídia no filme como "vampirismo de tragédia", mas esclareceu que "The New York Times e NPR não estão nos canteiros de flores da casa Dunne".

### Moda
A figurinista-chefe de Gone Girl é Trish Summerville. Summerville trabalhou com o diretor David Fincher como figurinista de The Girl with the Dragon Tattoo. Summerville disse à revista InStyle, que ela queria que as roupas de Nick e Amy parecessem contemporâneas devido ao cenário atual dos filmes, mas discreto e simples para ilustrar a ideia de que Nick e Amy são um casal regular e despretensioso. Summerville continua explicando que ela queria que as roupas parecessem com a vida cotidiana, como se fossem encomendadas online ou compradas no shopping, ela diz que descobrir como é a 'vida cotidiana' de Nick e Amy foi uma de suas maiores desafios. Como resultado do status auto-proclamado de 'garota legal' de Amy, seus trajes refletem diretamente a atitude tradicionalmente chique, mas ao lado dela. As peças de Amy podem ser vistas como mais atemporais em relação à alta costura e na moda, já que Summerville explica que Amy é apenas "meio que não aquela garota". Isso também é exemplificado pelas joias de Amy; ela usa uma pulseira Rose Gold Cartier Love, bem como um colar contendo um 'A' flutuante para mostrar como Amy guarda lembranças do passado.
O personagem Nick Dunne também é mais simples na forma como se apresenta. Summerville queria vesti-lo com ternos simples, mas bem ajustados, e descobriu que os ternos de grife se encaixam melhor devido à constituição maior do ator Ben Affleck. Nick Dunne pode ser visto vestindo ternos da Dolce & Gabbana, assim como camisas Prada. A camisa que Nick coloca quando chega em casa e encontra sua esposa desaparecida é uma peça importante do filme porque ele não a tira nos dias seguintes. A infame camisa azul que Nick usa é uma camisa azul desenhada por Steven Alan, combinada com jeans da marca J.
Quando Amy e Nick se mudaram para o Missouri, Summerville fez pequenas mudanças no guarda-roupa de Amy para significar mudanças. Ela usa cores mais suaves, mais jeans e menos sapatos de salto alto.

## Música

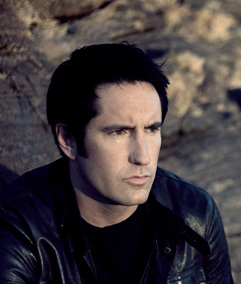
Trent Reznor co-escreveu a trilha sonora do filme.

Em 21 de janeiro de 2014, Trent Reznor anunciou que ele e Atticus Ross forneceriam a trilha, marcando sua terceira colaboração com Fincher, após The Social Network e The Girl with the Dragon Tattoo. Fincher foi inspirado pela música que ouviu durante uma consulta com um quiroprático e incumbiu Reznor de criar o equivalente musical de uma fachada falsa. Reznor explicou o pedido de Fincher em uma entrevista:
David [Fincher] estava no quiroprático e ouviu essa música que estava tentando fazê-lo se sentir bem de maneira inautêntica, e isso se tornou uma metáfora perfeita para este filme ... O desafio era, simplesmente, qual é o equivalente musical do mesmo tipo de fachada de conforto e uma sensação de falta de sinceridade que aquela música representava? [Meu objetivo principal era] instilar dúvidas [e] lembrá-lo de que as coisas nem sempre são o que parecem ser.
A trilha geral é uma combinação de sons suaves com ruídos eletrônicos em staccato, resultando em uma qualidade enervante e provocadora de ansiedade. O escritor da NPR, Andy Beta, conclui: "Reznor e Ross adoram estar em sua forma mais bonita, sabendo que isso tornará os momentos brutais de Gone Girl ainda mais angustiantes". Richard Butler do The Psychedelic Furs cantou uma versão cover da música "She", que foi usada no teaser trailer do filme. O álbum da trilha sonora foi lançado pelo selo Columbia em 30 de setembro de 2014.

## Lançamento

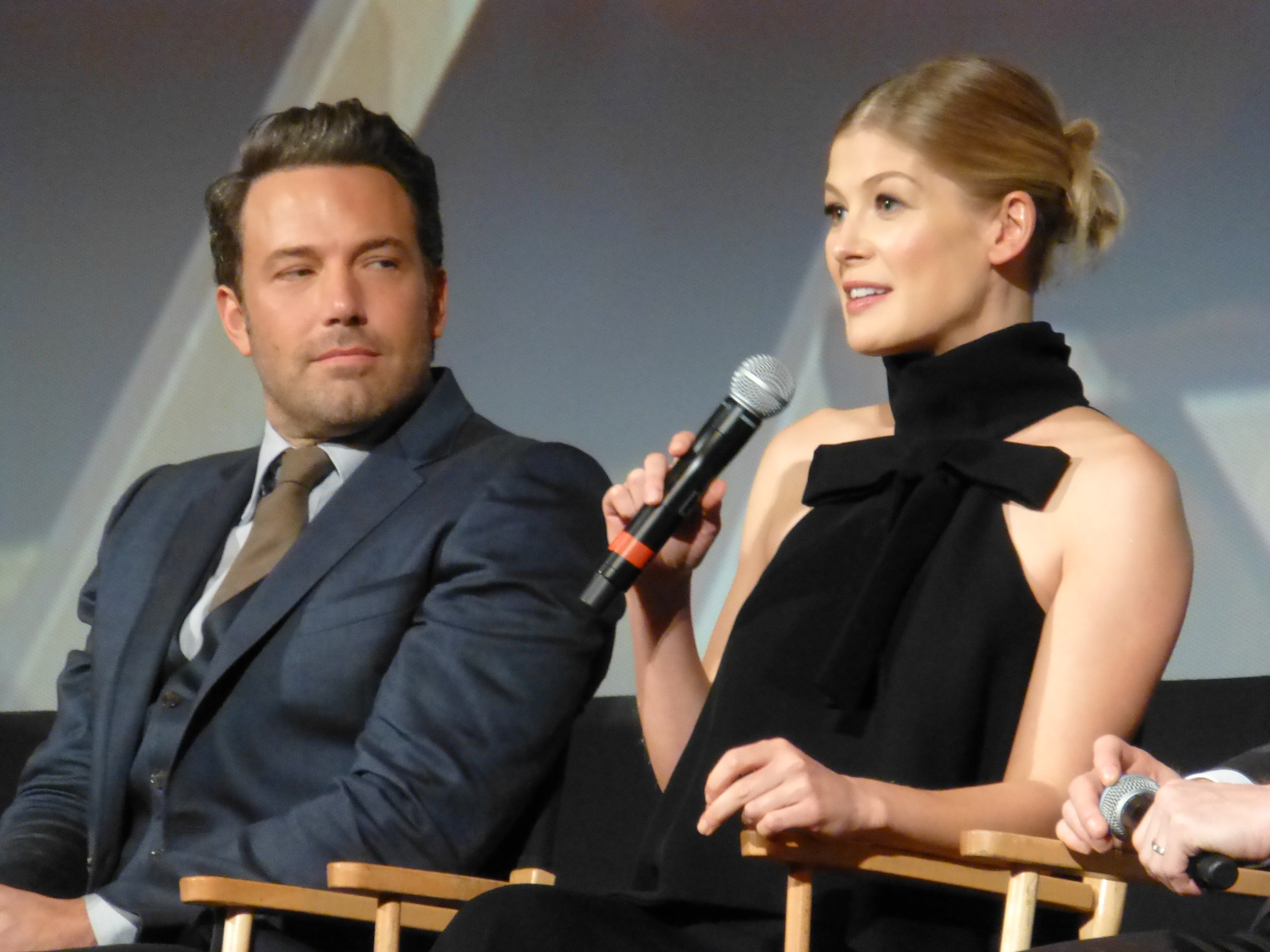
Affleck e Pike na estreia do filme

Gone Girl abriu o 52º Festival de Cinema de Nova Iorque, recebendo grande cobertura da imprensa e primeiras críticas positivas. Ele teve um lançamento nacional na América do Norte em 3 014 cinemas em 3 de outubro de 2014. Coincidindo com o lançamento na América do Norte, Gone Girl foi lançado em 5 270 telas em 39 mercados internacionais como o Reino Unido e Alemanha, em seu fim de semana de estreia.

### Mídia doméstica
Gone Girl foi lançado em DVD e Blu-ray em 13 de janeiro de 2015. O lançamento em Blu-ray vem com um livro Amazing Amy de 36 páginas chamado Tattle Tale. Um comentário de áudio com Fincher é o único recurso especial incluído no DVD/Blu-ray.

### Bilheteria
Gone Girl arrecadou US$ 167,8 milhões nos EUA e Canadá e US$ 201,6 milhões em outros territórios, com um total mundial de US$ 369,3 milhões, contra um orçamento de produção de US$ 61 milhões. Calculando todas as despesas, Deadline Hollywood estimou que o filme teve um lucro de US$ 129,99 milhões, tornando-o um dos filmes mais lucrativos de 2014.
O filme foi lançado em 3 de outubro de 2014 na América do Norte em 3 014 cinemas e arrecadou US$ 13,1 milhões no dia de estreia (incluindo os US$ 1,3 milhões que ganhou com exibições noturnas de quinta-feira). Terminou em primeiro lugar nas bilheterias norte-americanas ganhando US$ 37,5 milhões depois de uma competição pescoço a pescoço com o filme de terror Annabelle da Warner Bros./New Line Cinema, que arrecadou US$ 37,1 milhões. O filme é a maior estréia da carreira de Fincher, (superando a abertura de Panic Room). Foi também o terceiro maior fim de semana de abertura de Affleck - atrás de Pearl Harbor (US$ 59,1 milhões) e Demolidor (US$ 40,3 milhões) - e a segunda maior abertura de Rosamund Pike - atrás de Die Another Day (US$ 47 milhões). O filme é a décima maior estreia geral em outubro. O filme foi interpretado 60% por mulheres e 75% por mais de 25 anos. O filme liderou as bilheterias por dois fins de semana consecutivos, apesar de enfrentar a competição com Dracula Untold em seu segundo fim de semana antes de ser ultrapassado por Fury em seu terceiro fim de semana.
Fora da América do Norte, ela faturou US$24,6 milhões com 5 270 telas em 39 mercados internacionais em seu fim de semana de estreia, mais do que o esperado. Grandes aberturas foram testemunhadas no Reino Unido (US$ 6,7 milhões), Austrália (US$ 4,6 milhões), França (US$ 3,65 milhões) Rússia (US$ 3,4 milhões), e Alemanha (US$ 2,6 milhões).

### Recepção da crítica

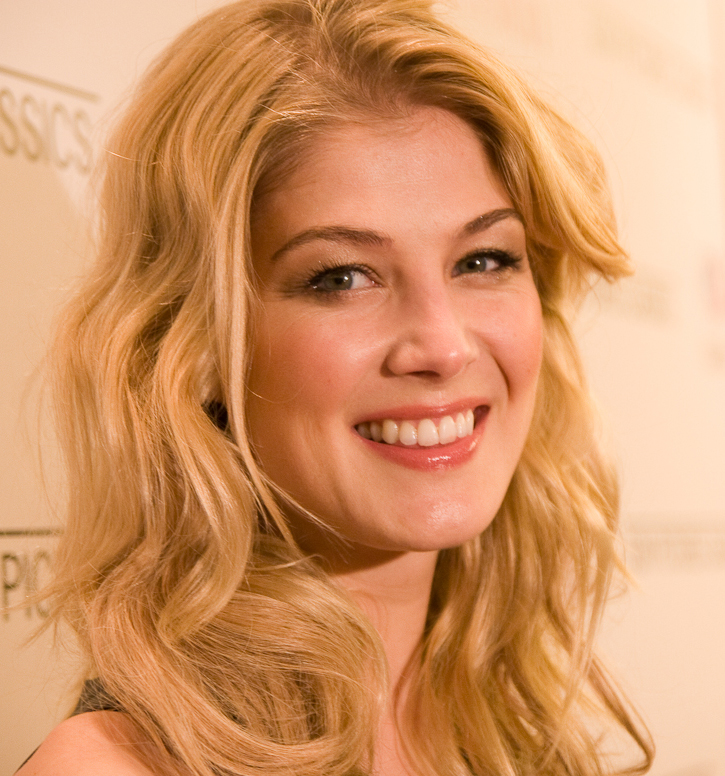
O desempenho de Rosamund Pike foi amplamente aclamado pela crítica e lhe rendeu uma indicação ao Oscar de Melhor Atriz.

Gone Girl recebeu críticas amplamente positivas dos críticos, com o desempenho de Pike em particular ganhando aclamação generalizada. O Rotten Tomatoes dá ao filme um índice de aprovação de 87%, baseado em 358 resenhas, com uma avaliação média de 8,00/10. O consenso crítico do site diz: "Sombria, inteligente e cheia de estilo, Gone Girl interpreta as forças doentias do diretor David Fincher enquanto traz o melhor das estrelas Ben Affleck e Rosamund Pike". Metacritic deu ao filme uma pontuação média ponderada de 79 de 100, com base em 49 críticos, indicando "críticas geralmente favoráveis". O público pesquisado pela CinemaScore deu ao filme uma nota B.
Críticos da Vulture elogiaram a direção, roteiro, edição, trilha sonora, estilo visual, e atuação, particularmente de Pike, Affleck, Tyler Perry, Carrie Coon, e Missi Pyle. Kenneth Turan, do Los Angeles Times', escreveu: "Soberbamente elenco dos dois no topo às menores partes faladas, impecavelmente dirigido por Fincher e elaborado por sua equipe regular até um centímetro de sua vida, Gone Girl mostra as coisas notáveis que podem acontecer quando o cineasta e o material são tão combinados”. The Economist chamou o filme de "uma adaptação glacial brilhante ... Este pode não ser o filme perfeito—mas é uma adaptação perfeita".
Joshua Rothman escreveu na The New Yorker que gostou do filme "em toda a sua glória abstrata, intelectual e pós-moderna" e que, semelhante a outras narrativas pós-modernas, a adaptação para o cinema é "decididamente irreal ... [os] heróis e vilões em Gone Girl de Fincher não são pessoas, mas histórias". Rothman, que traça paralelos entre Gone Girl e a adaptação Fight Club de Fincher, de 1999, decide que o filme é, em última análise, uma farsa e ressoou entre os cinéfilos porque expressa "uma parte assustadora, confusa e perturbadora de nós".
Anthony Lane, do The New Yorker, escreveu: "À primeira vista, Gone Girl é Fincherland natural ... então por que o filme não nos agarra como The Social Network fez? Quem poderia ter previsto que um filme sobre assassinato, traição e engano seria menos emocionante do que um filme sobre um site?" Ed Gonzalez da Slant Magazine premiou com o filme duas das quatro estrelas, concluindo: "Fincher e Flynn deveriam ter ido mais longe e realmente lutou com o horror real que, ao dar a sua relação com Amy outra chance, Nick está entregando-se um dos grandes mitos do feminismo: que ele emascula os homens. Em vez de minar essa nocividade, Fincher a envolve em pinceladas fúnebres que lançam sua Gone Girl como uma moda caindo em um abismo de negação deliberada".
Richard Corliss na Time, escreveu: "Muitos leitores de Gone Girl imaginavam Affleck, com sua suavidade e charme de doninha, sem falar na fenda no queixo, como o Nick ideal; ele assume o papel com extrema facilidade. Para a deusa loira Amy, capaz de seduzir ou assustar o marido, Fincher evitou a escolha óbvia - Cate Blanchett - e foi com Pike, uma atriz inglesa cuja relativa falta de familiaridade com o público em massa permite que ela desenhe Amy em letras cursivas elegantes em uma folha em branco".
Em resposta a algumas das críticas ao filme, Flynn disse: "A questão toda é que essas são duas pessoas fingindo ser outras pessoas, pessoas melhores, versões do cara dos sonhos e da garota dos sonhos, mas cada um não conseguiu mantê-lo para cima, então eles se destroem".

### Premiações
Gone Girl ganhou prêmios e indicações em uma variedade de categorias com elogios por sua direção, o desempenho de Pike, o roteiro de Flynn e sua trilha sonora. No 87.ª Oscar, Pike recebeu uma indicação de Melhor Atriz. O filme recebeu quatro indicações no 72.ª Globo de Ouro: Melhor Diretor para Fincher, Melhor Atriz em Drama para Pike, Melhor Roteiro para Flynn e Melhor Trilha Sonora Original. Pike recebeu uma indicação de Melhor Atriz no 68.ª British Academy Film Awards (BAFTAs). National Board of Review incluiu o filme em sua lista dos dez melhores filmes do ano, e a trilha sonora foi indicada para o Grammy Awards de 2015 de melhor trilha sonora de trilha sonora para mídia visual.

### Prêmios e indicações
| Prêmio             | Categoria               | Recipiente                 | Resultado |
| ------------------ | ----------------------- | -------------------------- | --------- |
| Oscar 2015         | Melhor atriz            | Rosamund Pike              | Indicado  |
| Globo de Ouro 2015 | Melhor trilha sonora    | Trent Reznor, Atticus Ross | Indicado  |
| Globo de Ouro 2015 | Melhor direção          | David Fincher              | Indicado  |
| Globo de Ouro 2015 | Melhor atriz - drama    | Rosamund Pike              | Indicado  |
| Globo de Ouro 2015 | Melhor roteiro          | Gillian Flynn              | Indicado  |
| BAFTA 2015         | Melhor atriz            | Rosamund Pike              | Indicado  |
| BAFTA 2015         | Melhor roteiro adaptado | Gillian Flynn              | Indicado  |

### Dez principais listas
Gone Girl foi listada nas dez listas principais de muitos críticos.
- 3rd – Matthew Jacobs & Christopher Rosen, The Huffington Post
- 3rd – Genevieve Koski, The Dissolve
- 3rd – People
- 3rd – Mara Reinstein, Us Weekly
- 3rd – James Rocchi, TheWrap
- 4th – Ben Kenigsberg & Nick Schager, The A.V. Club
- 4th – William Gross, The Austin Chronicle
- 4th – Joshua Rothkopf, Time Out New York
- 4th – Brian Tallerico, RogerEbert.com
- 4th – Adam Chitwood, Collider
- 4th – Rene Rodriguez, Miami Herald
- 4th – Gregory Ellwood, HitFix
- 5th – Peter Travers, Rolling Stone
- 5th – David Ehrlich, Little White Lies
- 7th – Tasha Robinson, The Dissolve
- 7th – Chris Nashawaty, Entertainment Weekly
- 7th – Christopher Orr, The Atlantic
- 7th – Justin Chang & Scott Foundas, Variety
- 8th – Jeff Baker, The Oregonian
- 8th – Christy Lemire RogerEbert.com
- 8th – Steve Persall, Tampa Bay Times
- 8th – James Berardinelli, Reelviews
- 9th – Rene Rodriguez, Miami Herald
- 9th – Joe Neumaier, New York Daily News
- 9th – A.A. Dowd e Ignatiy Vishnevetsky, The A.V. Club
- Top 10 (classificados em ordem alfabética) – Dana Stevens, Slate
- Top 10 (classificados em ordem alfabética) – Calvin Wilson, St. Louis Post-Dispatch
- Top 10 (classificados em ordem alfabética) – Claudia Puig, USA Today

## Temas

### Gênero
Em uma entrevista de 2013 com a redatora da revista Time Out Novid Parsi, que descreveu o final do romance como "polarizador", Flynn explicou que queria que o romance se opusesse à noção de que "as mulheres são naturalmente boas" e mostrasse que as mulheres são "tão violentas quanto os homens". Em uma entrevista de novembro de 2014, Flynn admitiu que a resposta crítica relacionada ao gênero a afetou: “Eu tive cerca de 24 horas em que pairava sob minhas cobertas e era como: 'Eu matei o feminismo. Por que eu fiz isso? Ratos. Eu não queria fazer isso.' E então eu rapidamente me senti confortável com o que havia escrito".
Em uma postagem no blog de 3 de outubro de 2014 para a Ms. Magazine, Natalie Wilson argumenta que, por não abordar o privilégio social de Amy, que lhe dá os "fundos, habilidades, know-how e tempo livre necessários" para encenar um desaparecimento—Gone Girl é "cristalização de mil mitos misóginos e medos sobre o comportamento feminino". Alyssa Rosenberg escreveu no The Washington Post em 3 de outubro de 2014, que, embora ela inicialmente não estivesse "convencida" pelo livro, seu fascínio pelo romance e pelo filme se devia em parte à sua conclusão de que "Amy Elliot Dunne é a única personagem fictícia que consigo pensar que pode ser descrita com precisão como simultaneamente misógina e misandrista".
Em um artigo de 6 de outubro de 2014, intitulado "O maior vilão de Gone Girl que foi embora é o próprio casamento", Jessica Coen de Jezebel escreveu: "Amy do filme empalidece em comparação com a personagem vívida que encontramos no livro. Tire as complexidades de Amy e você fica com pouco mais do que 'puta maluca'. Isso a torna não menos cativante, mas faz com que o filme pareça muito mais misógino do que o romance". Coen admite que isso não negou seu prazer pelo filme, "já que nós, mulheres, estamos bem acostumadas com essas injustiças". Eliana Dockterman da Time escreveu na mesma data que Gone Girl é ao mesmo tempo "um retrato sexista de uma mulher maluca" e um "manifesto feminista", e que essa dualidade torna o filme interessante. Zoë Heller, da The New York Review of Books, escreveu: "O problema com Amy não é que ela aja de maneira cruel e repreensível, ou mesmo que seu comportamento dê crédito a certas fantasias misóginas. O problema é que ela não é realmente uma personagem, mas antes uma animação de uma ideia não muito interessante sobre a capacidade feminina de maldade”, concluindo que “O filme é uma bobagem, não poderoso o suficiente no final para engendrar a devida 'desaprovação': apenas maravilhar-se com sua grosseria e talvez leve consternação com seu sucesso crítico".
Escrevendo no The Guardian em 6 de outubro de 2014, Joan Smith criticou o que viu como a "reciclagem de mitos de estupro" do filme, citando uma pesquisa lançada em 2013 que afirmava que falsas alegações de estupro no Reino Unido eram extremamente raros. Ela escreveu: "Os personagens vivem em um universo paralelo onde a reação imediata a uma mulher que diz ter sido agredida é de preocupação cavalheiresca. Diga isso a todas as vítimas, aqui e nos EUA, que tiveram suas reivindicações rejeitadas por policiais céticos". Escrevendo para o The Guardian no dia seguinte, Emine Saner escreveu que o argumento de Smith "não teria tanto peso se este filme fosse contra uma gama muito mais ampla de histórias de mulheres e personagens da cultura dominante", mas concluiu com o apelo de Dockterman para o retrato de "todos tipos de mulheres em nossos romances".
Tim Kroenert, do site australiano Eureka Street escreveu em 8 de outubro de 2014, que o foco predominante do filme na perspectiva de Nick "serve para ofuscar os motivos de Amy (embora seja possível que ela seja simplesmente uma sociopata), e para amplificar sua personificação de ... mitos anti-mulheres"; no entanto, Kroenert conclui que Gone Girl é "uma ruminação convincente sobre a impossibilidade de conhecer a mente de outra pessoa, mesmo dentro do aparentemente mais íntimo dos relacionamentos, o casamento".

### Meios de comunicação
A mídia é um fator importante na trama, pois, em última análise, controla a narrativa. A narrativa de que Nick é culpado pelo desaparecimento de Amy é um resultado direto de suas aparições mal administradas na mídia, bem como da desinformação real sendo contada como "evidência" no noticiário. Quer Nick seja realmente culpado ou não, o público é levado a acreditar que ele o é por meio da manipulação da mídia. O papel da mídia neste filme é fornecer a conclusão de que fazer julgamentos precipitados pode ser prejudicial e revela a importância de avaliar cuidadosamente as situações antes de tomar decisões.

### Manipulação
Embora quase todos os personagens tenham segundas intenções para atender às suas próprias necessidades egoístas, é Amy quem mostra os exemplos mais prevalentes de manipulação ao longo da história. Amy não apenas mente ao longo de todo o filme, ela calcula cuidadosamente seus planos diabólicos e prediz o comportamento das pessoas ao seu redor, especialmente Nick, para atingir o resultado desejado e o comportamento das pessoas próximas a ela. A inteligência e o conhecimento de psicologia de Amy também a ajudam enquanto ela executa seu plano; Amy é muito bonita e pode ser extremamente carismática, o que leva as pessoas a acharem que ela é inocente. Conforme Nick começa a descobrir o plano de Amy, ele usa táticas de manipulação por meio da mídia para fazer com que Amy volte para casa. Sabemos que ele é falso quando afirma que estava apenas "dizendo a ela [Amy] o que ela quer ouvir".

## Sequência potencial
Em uma entrevista em outubro de 2014, Rosamund Pike afirmou que voltaria para uma sequência se Gillian Flynn escrevesse o roteiro. Em janeiro de 2015, Flynn disse que estava aberta à ideia de uma sequência, mas disse que seria "alguns anos depois" quando o elenco e a equipe originais estariam disponíveis novamente.